# Marija Witaljewna Wertschenowa
Marija Witaljewna Wertschenowa (russisch Мария Витальевна Верченова, englische Transkription Maria Verchenova; * 27. März 1986 in Moskau, Sowjetunion) ist eine russische Profigolferin.
Marija Wertschenowa besuchte in ihrer Kindheit eine Moskauer Ballettschule und träumte von einer Karriere als Ballerina am berühmten Bolschoi-Theater. Im Alter von zwölf Jahren begann sie mit dem Golfspielen.

## Profikarriere
Marija Wertschenowa wurde im Dezember 2006 Profigolferin und erlangte über die Qualifikation die volle Spielberechtigung für die Ladies European Tour 2007.
Bisherige Top-Platzierungen erreichte Wertschenowa bei den Wales Ladies Championship 2007 (geteilter 10. Platz), bei den Tenerife Ladies Open 2008 (geteilter 5. Platz) und bei den Dubai Ladies Pro-Am 2009 (geteilter 8. Platz).
Marija Witaljewna Wertschenowa wurde als Tochter von Galina und Witali Wertschenowa geboren und hat eine Schwester namens Anna.